# Biserica fortificată din Șeica Mică
Biserica evanghelică fortificată din Șeica Mică, Sibiu, județul Sibiu, a fost ridicată probabil în a doua jumătate a secolului al XIV-lea. Figurează pe lista monumentelor istorice 2010, cod LMI SB-II-a-A-12559, cu următoarele obiective:
- cod LMI SB-II-m-A-12559.01 - Biserica evanghelică fortificată, secolul XIV - XVIII;
- cod LMI SB-II-m-A-12559.02 - Bastion al fostei incinte interioare, secolul al XV-lea;
- cod LMI SB-II-m-A-12559.03 - Incintă fortificată interioară (fragmente), cu turn de poartăși " curtea fântânilor", secolul al XV-lea;
- cod LMI SB-II-m-A-12559.04 - Turn al fostei incinte interioare, secolul XV - XVII;
- cod LMI SB-II-m-A-12559.05 - Incintă fortificată exterioară (fragmente), mijlocul secolului al XVI-lea.

## Localitatea
Satul, aflat la o distanță de 48 km nord de Sibiu și 23 km vest de Mediaș, are o istorie bogat documentată și destul de lungă. Prima așezare datează din epoca bronzului, dar ea nu are nici o legătură cu așezarea din 1280 a sașilor. Numele pare a fi de origine slavă, de la  sol (cuvântul slav pentru sare), și a fost atestat în 1311 drept Salchelk.  Între 1316 - 1322, Șeica Mică aparținea abației de Igriș (Egrescher), iar în 1318 Carol Robert de Anjou menționa într-un act, scutirea localnicilor din Mediaș, Șeica Mică și Șeica Mare de serviciul militar și de cheltuielile cu privire la găzduirea regelui dar nu și de plata impozitului anual de 400 de mărci de argint  în ziua de Sfântul Martin. După doar câțiva ani, greavul Arnold de Birthaelm face o cerere către capitulului de Alba Iulia în vederea autentificării acestui privilegiu regal. În 1419 regele Sigismund autentifică faptul că Șeica Mică a fost și va fi în slujba regelui.
În Șeica Mică, Reforma a fost inițiată de către un anume Hangasius. În 1605 are loc atacul haiducilor lui Stephan Toeroek care fac ravagii în sat și o mulțime de locuitori sunt omorâți. În 1705 așezarea devine cartierul general al trupelor imperiale.

## Biserica
Biserica, construită în secolul al XIV-lea și modificată în jurul anului 1500, poartă hramul "Sf. Ecaterina". Este o clădire masivă, bine conservată și apărată de două brâuri de ziduri, care susțin drumuri de strajă solide. În biserică se mai află și o frumoasă cristelniță de bronz sub formă de potir, lucrare din 1477 realizată în atelierul maestrului Leonard din Sibiu. Tribunele au fost adăugate peste colaterale la sfârșitul secolului al XVIII-lea, astfel încât, atât colateralele cât și nava principală se regăsesc sub același acoperiș.  Spre vest, biserica este străjuită de un turn cu mai multe etaje, caturile superioare fiind de factură mai recentă. Odată cu întărirea corului s-au prevăzut deschideri orizontale, folosite la aruncarea de smoală, pietre și apă clocotită asupra dușmanilor ce o atacau. Deasupra acestor deschideri au fost făcute niste orificii circulare prevăzute pentru armamentul de foc, flinte sau tunuri, capabile să atingă ținte mai îndepărtate..

## Fortificația
Astăzi se mai păstrază din curtina primei incinte doar "Curtea Fântânii" și un mic fragment în partea sud-vestică, astfel încât turnul din nord este complet izolat. Curtina celei de a doua incinte este întreruptă, în vest, de clădirea școlii.
Turnul de poartă și incinta au fost construite în secolul al XIV-lea, incinta fiind delimitată de un val de pământ, turnul având doar trei nivele, ultimele două fiind ridicate în 1825. Fortificarea bisericii a început la sfârșitul secolului al XV-lea. Partea de vest a colateralelor este zidită acolo unde navele laterale au fost adăugate pe partea clopotniței, deasupra lor fiind construit un nivel de apărare. Accesul la acesta se face prin etajul al doilea al turnului. Ulterior a fost construit, deasupra, încă un cat defensiv scos în consolă. După anul 1500 corul a fost fortificat și întărit cu trei niveluri din piatra ce erau susținute de către contraforturi în retragere. Deasupra sacristiei au fost adăugate două etaje de apărare.
Curtina a fost ridicată în apropierea anului 1500, ea are o formă ovală cu o înățime de circa 8 metri. Are drum de strajă care se sprijină pe arcade și este acoperită de un pupitru. În partea nordică a sa, curtina are prevăzut un turn cu trei laturi, modificat în secolul al XVII-lea, deschis spre interior. El este acoperit cu un pupitru și avea trei caturi. De asemenea și bastionul din partea de nord-est are un acoperiș în pupitru.
Cea de a doua incintă a fost construită în a doua jumătate a secolului al XVI-lea, ea având o deschidere de circa 12 - 15 metri față de prima. Această incintă avea drum de strajă susținut de console din lemn. Un alt turn aflat pe zidul celei de a doua incinte, se afla pe poziția actualei școli. Acest turn avea asigurat un pod retractabil peste un șanț, care făcea legătura dintre ansamblul fortificat și exterior. În partea estică a ansamblului, între cele două incinte a fost amenajat un zwinger. În secolul al XVI-lea s-a ridicat Curtea Fântânii, ea fiind considerată a fi un ultim refugiu în caz de asediu. Înălțimea zidurilor este impresionantă, de circa 14 metri și acestea aveau un drum de strajă, ce se sprijinea pe arce de cărămidă, care comunica cu catul al treilea al turnului din vest. Intrarea pe drumul de strajă era pe latura nordică care era apărată de o dublă mușarabie și de o hersă. Lângă contrafortul nordic al clopotniței exista un drum de acces prevăzut cu o scară ce urca spre drumul de strajă. În 1788 s-a construit tribuna orgii, an în care portalul vestic a fost redeschis.
Astăzi mai există doar Curtea Fântânii, din curtina primei incinte plus un mic fragment în parte de sud - vest. Turnul din nord este izolat. Curtina incintei a doua este întrerupta în partea de vest de clădirea școlii.

## Imagini

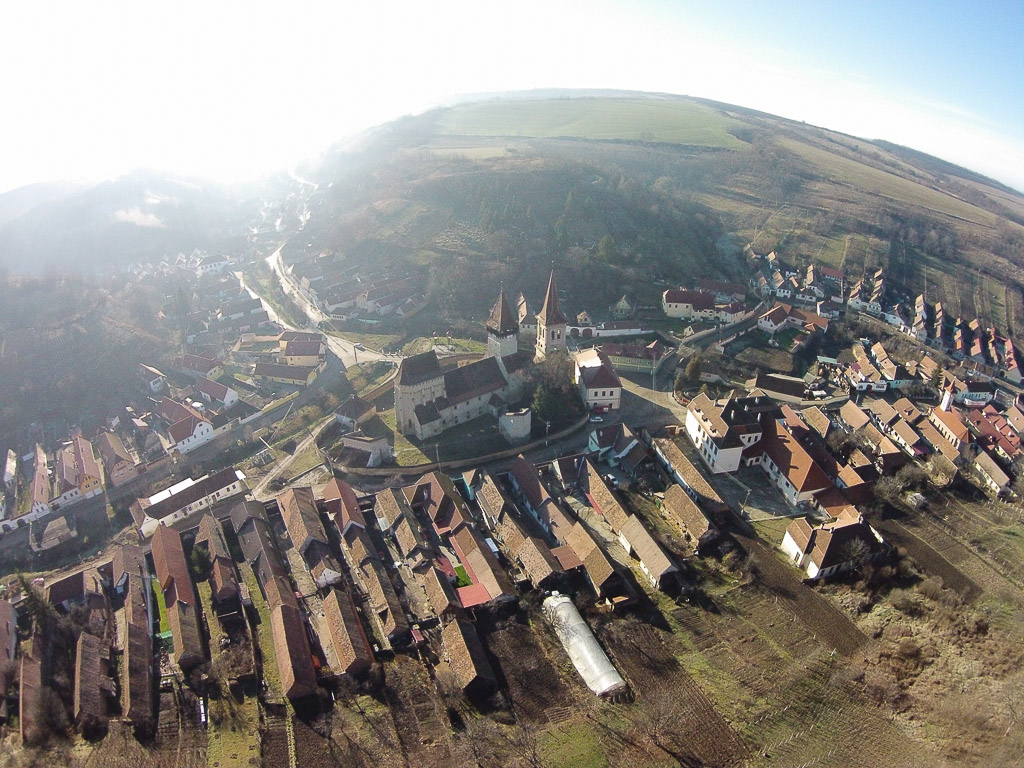
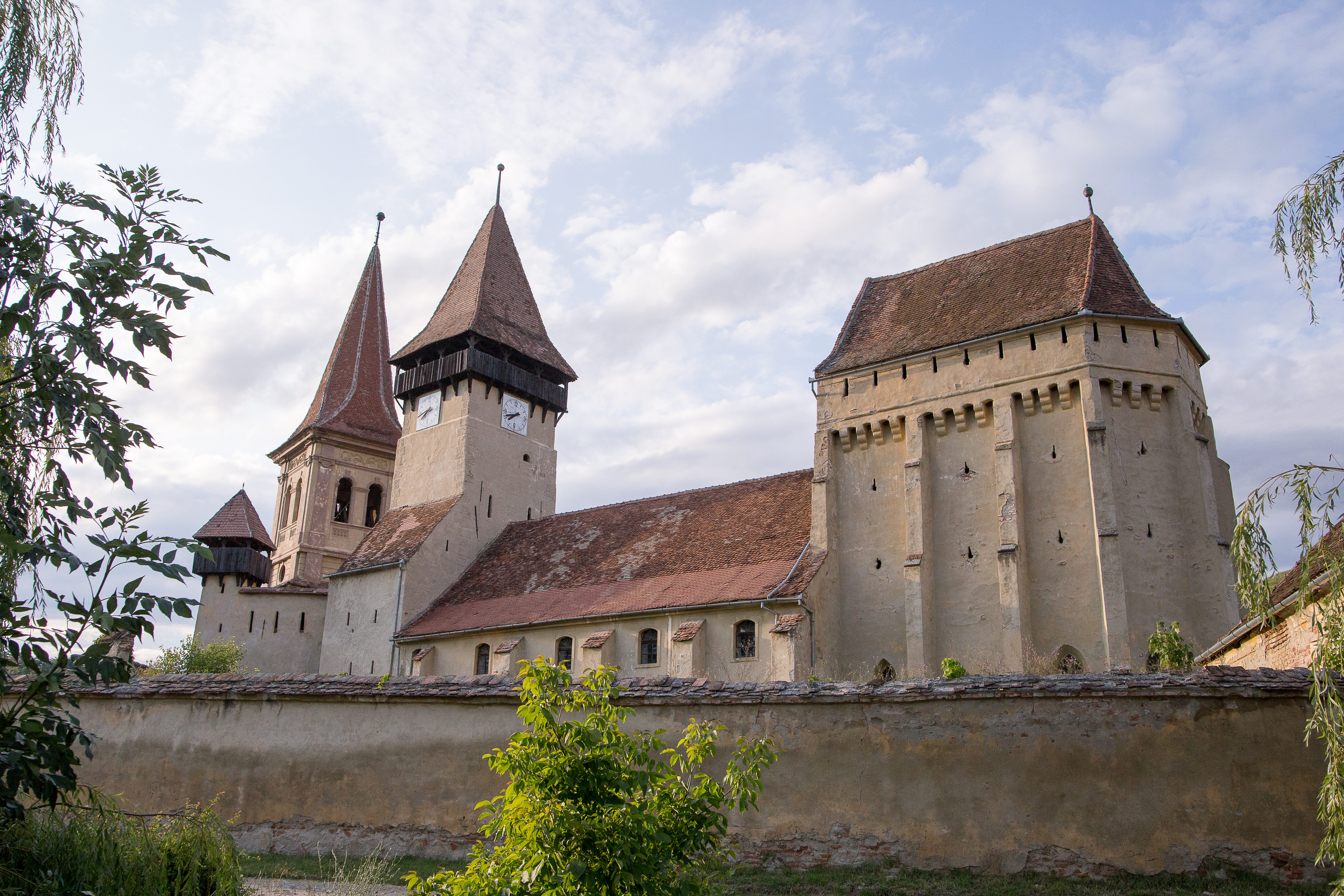
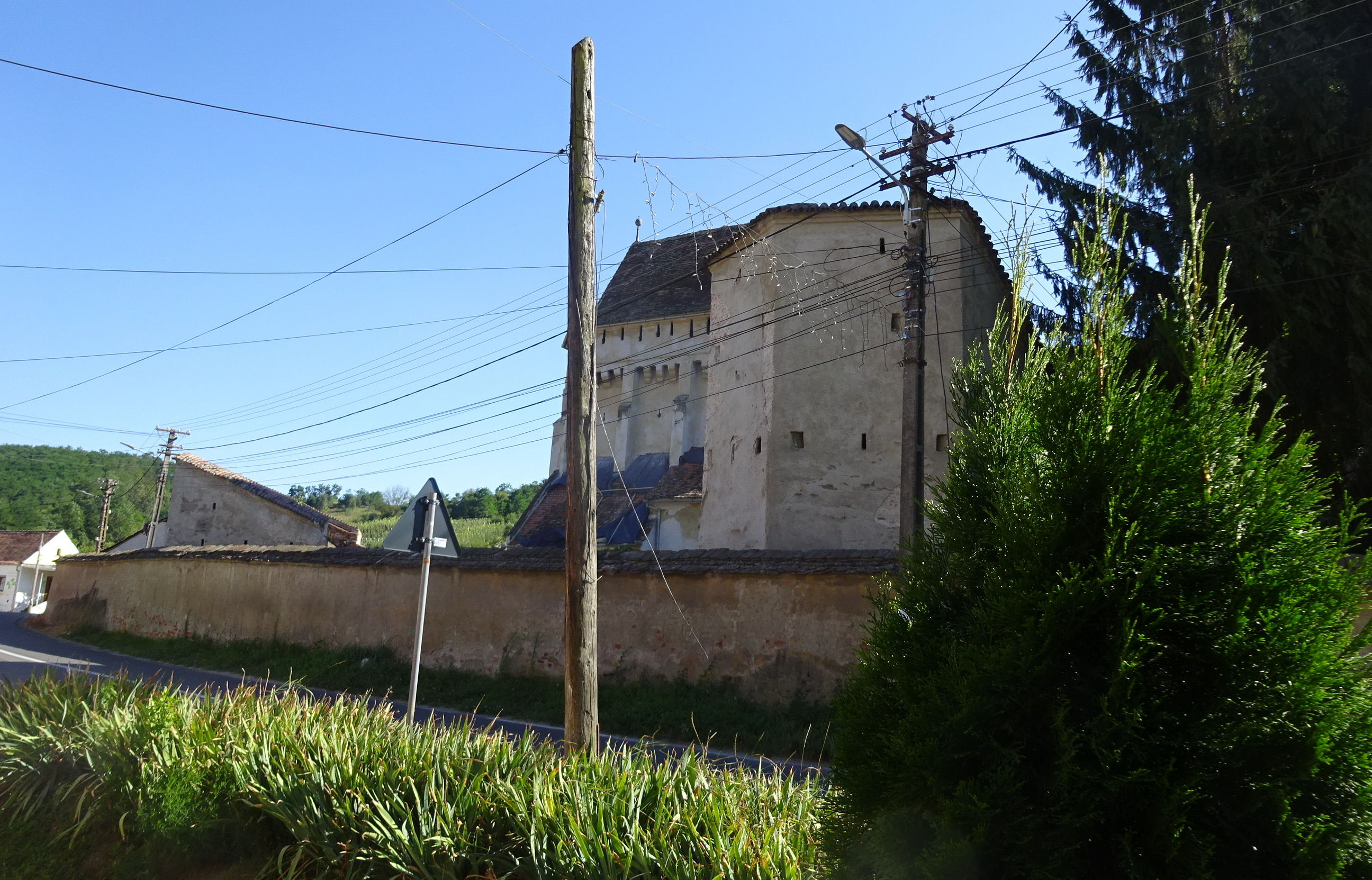
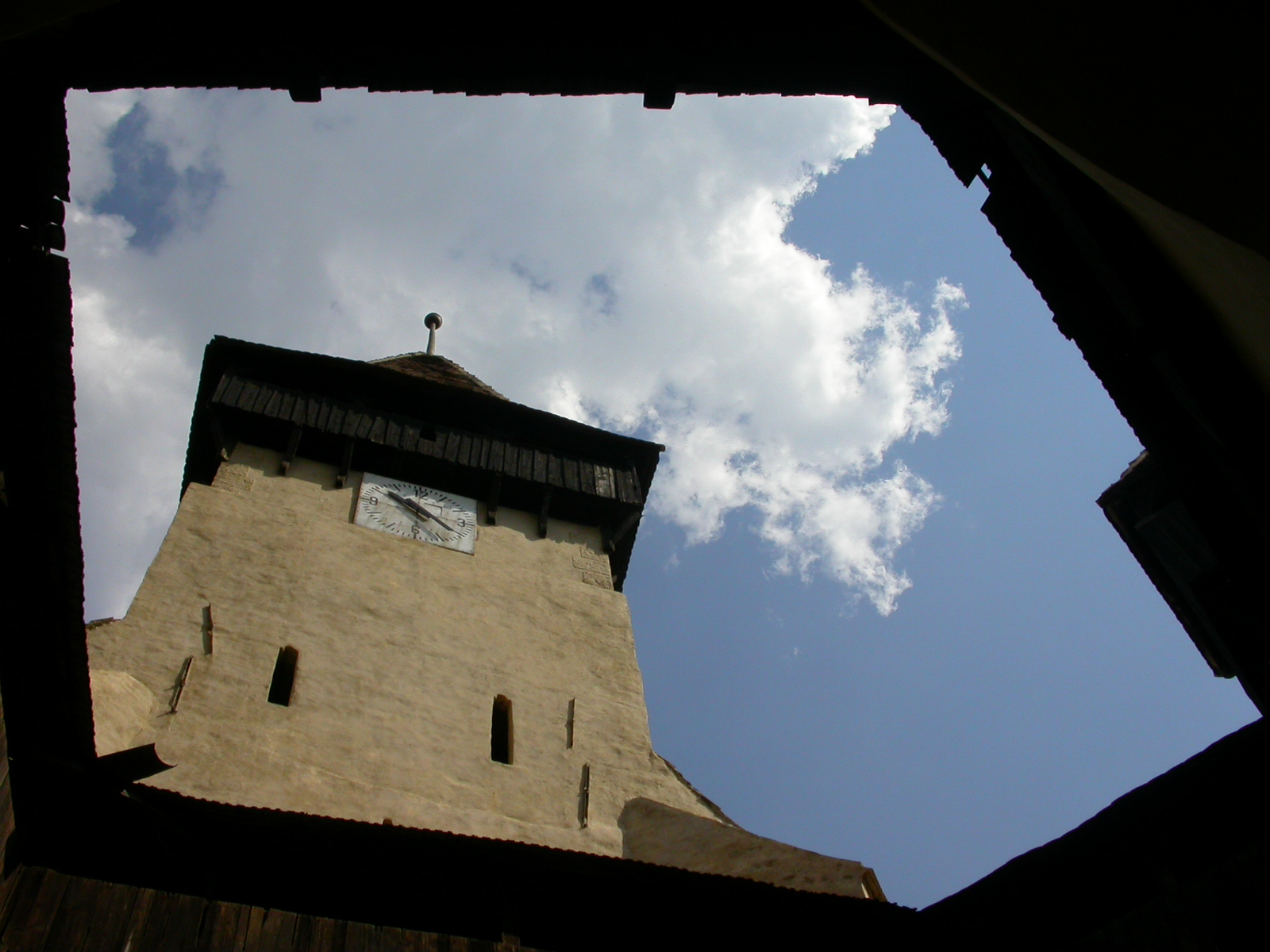
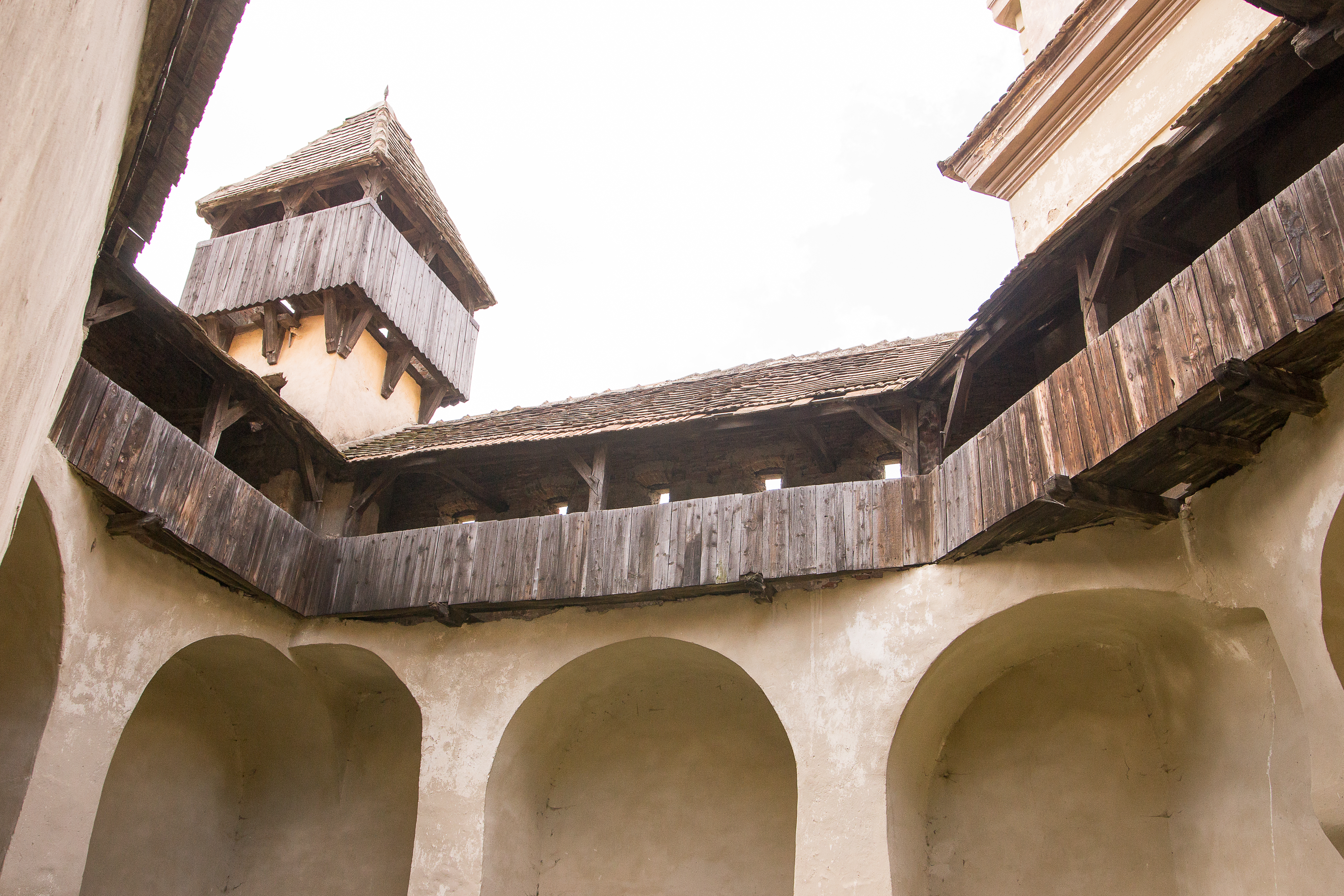
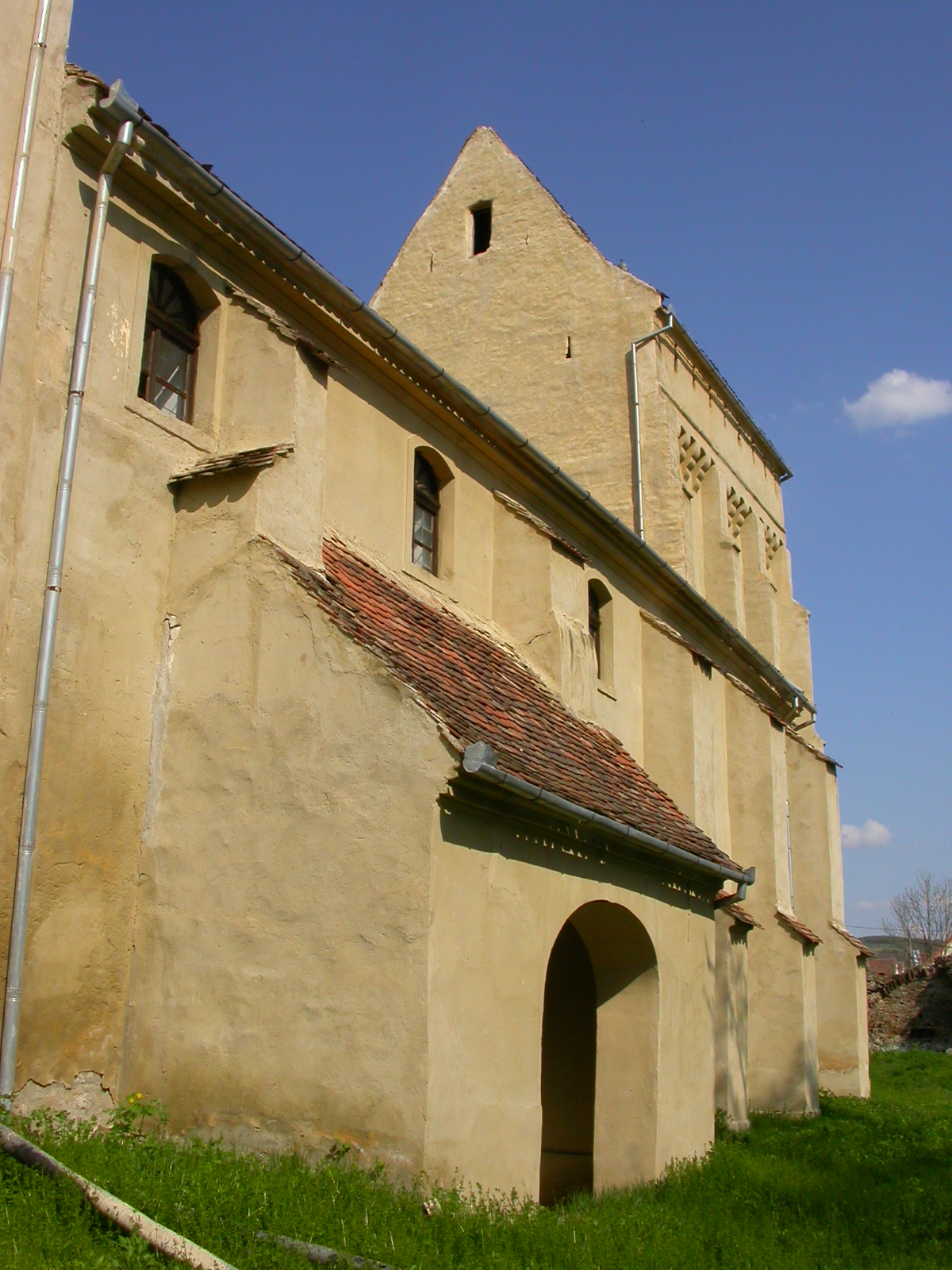
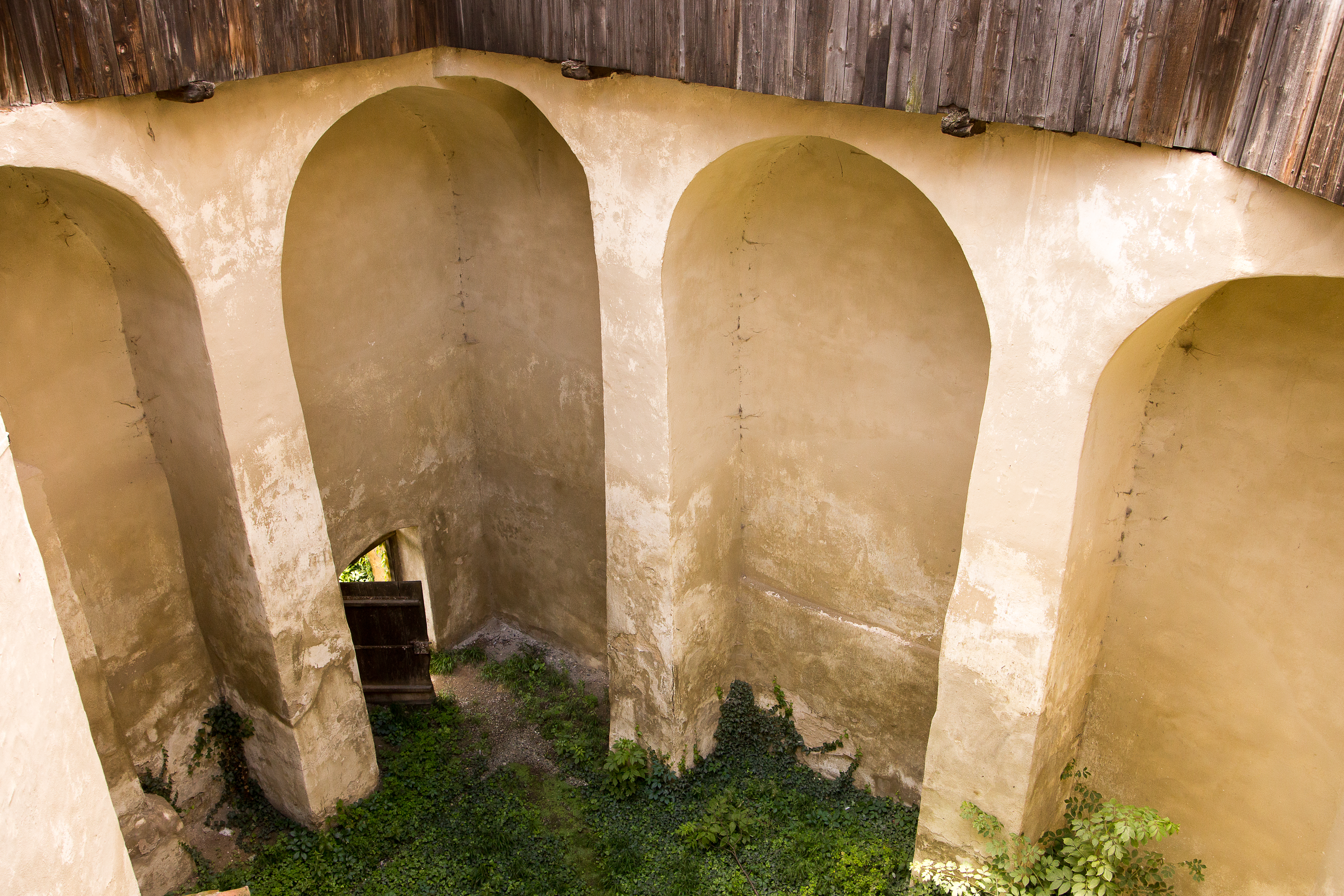
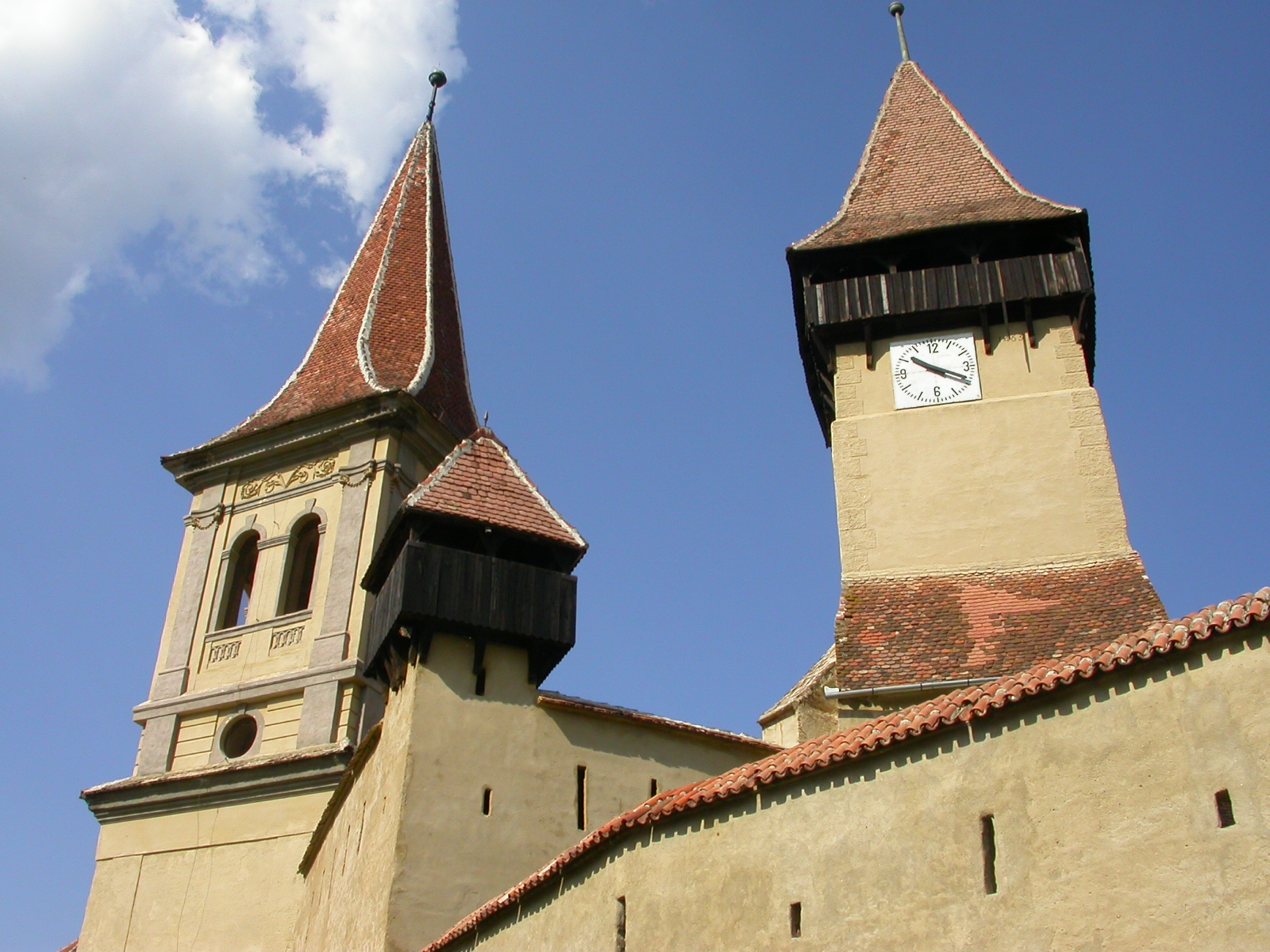
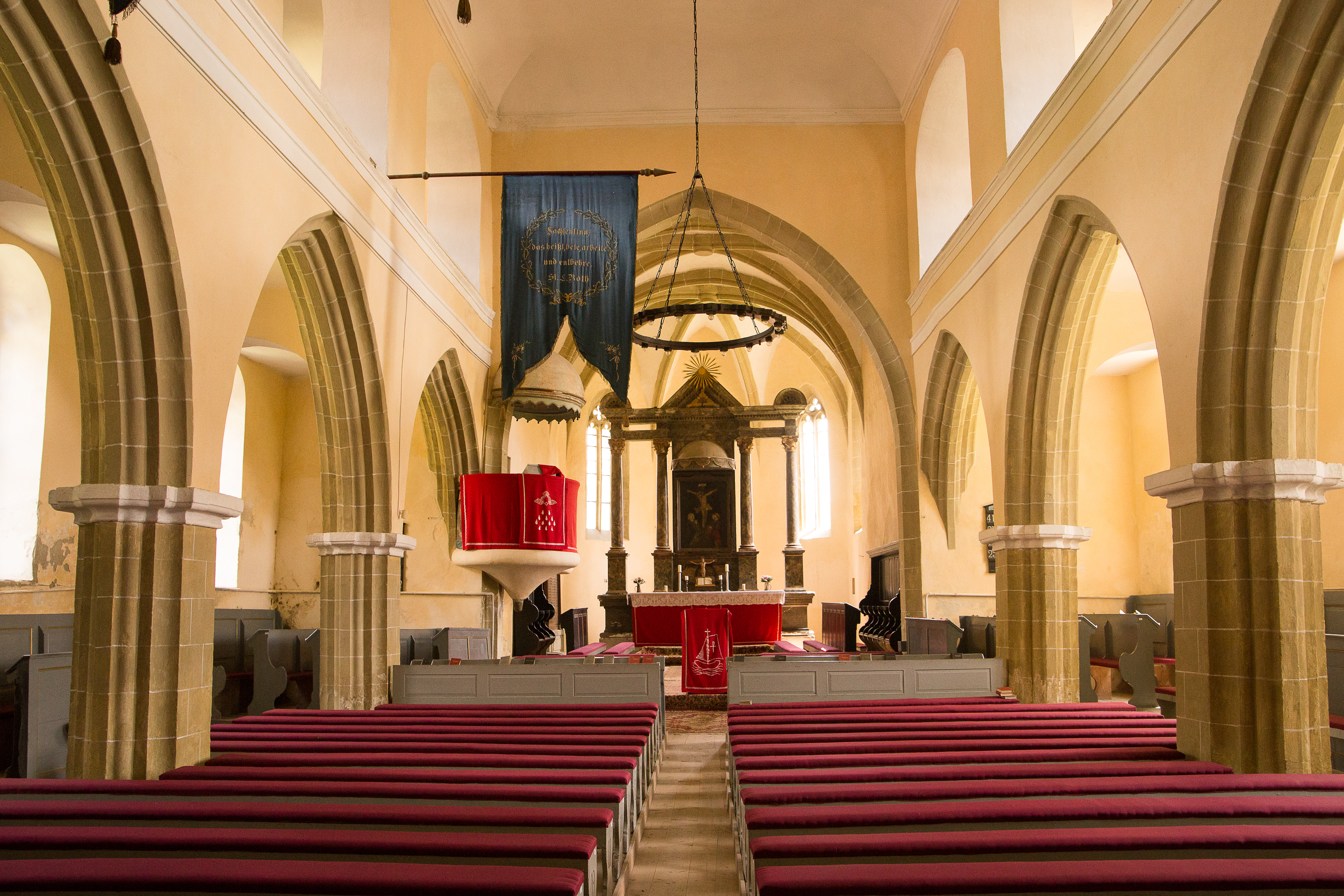
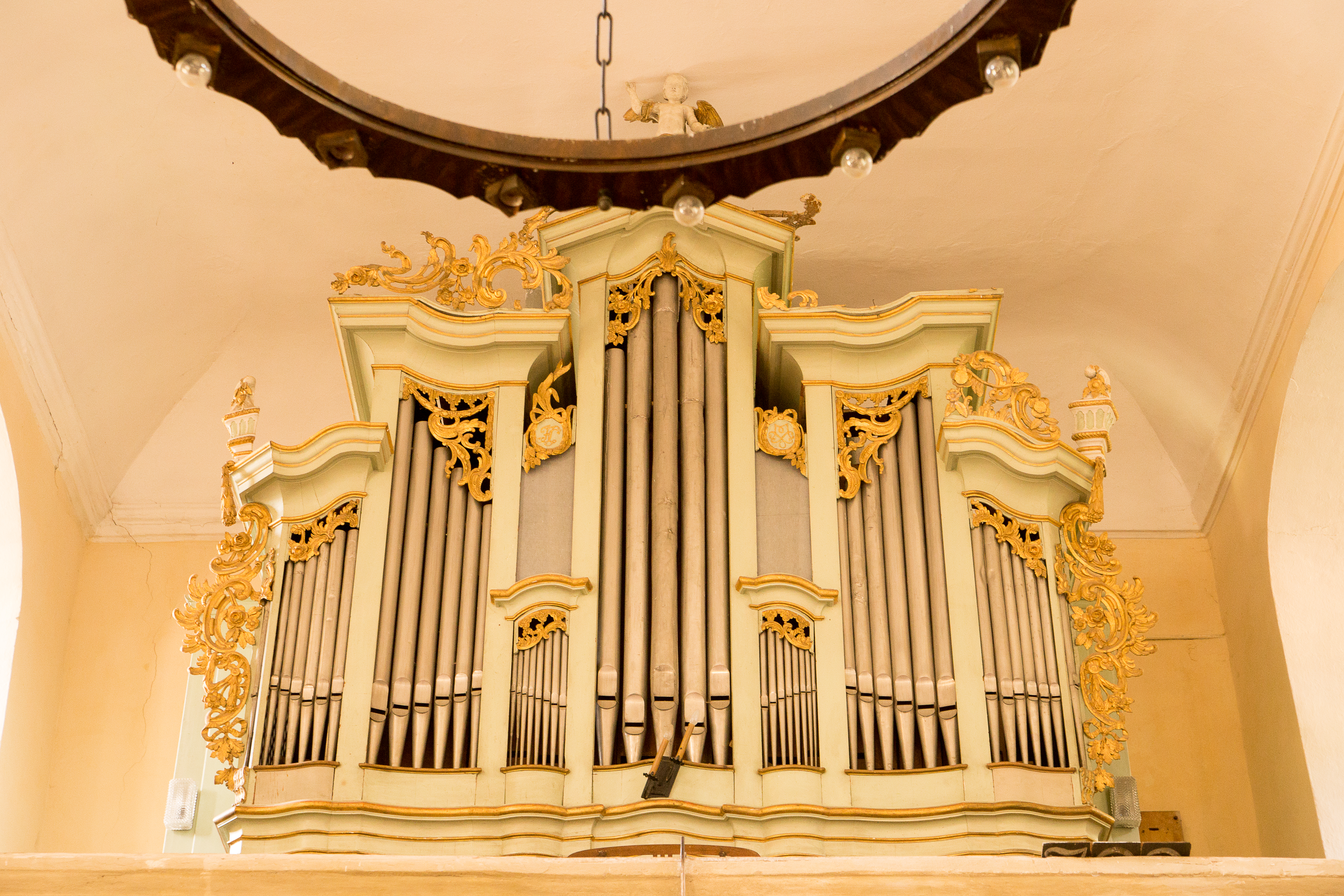
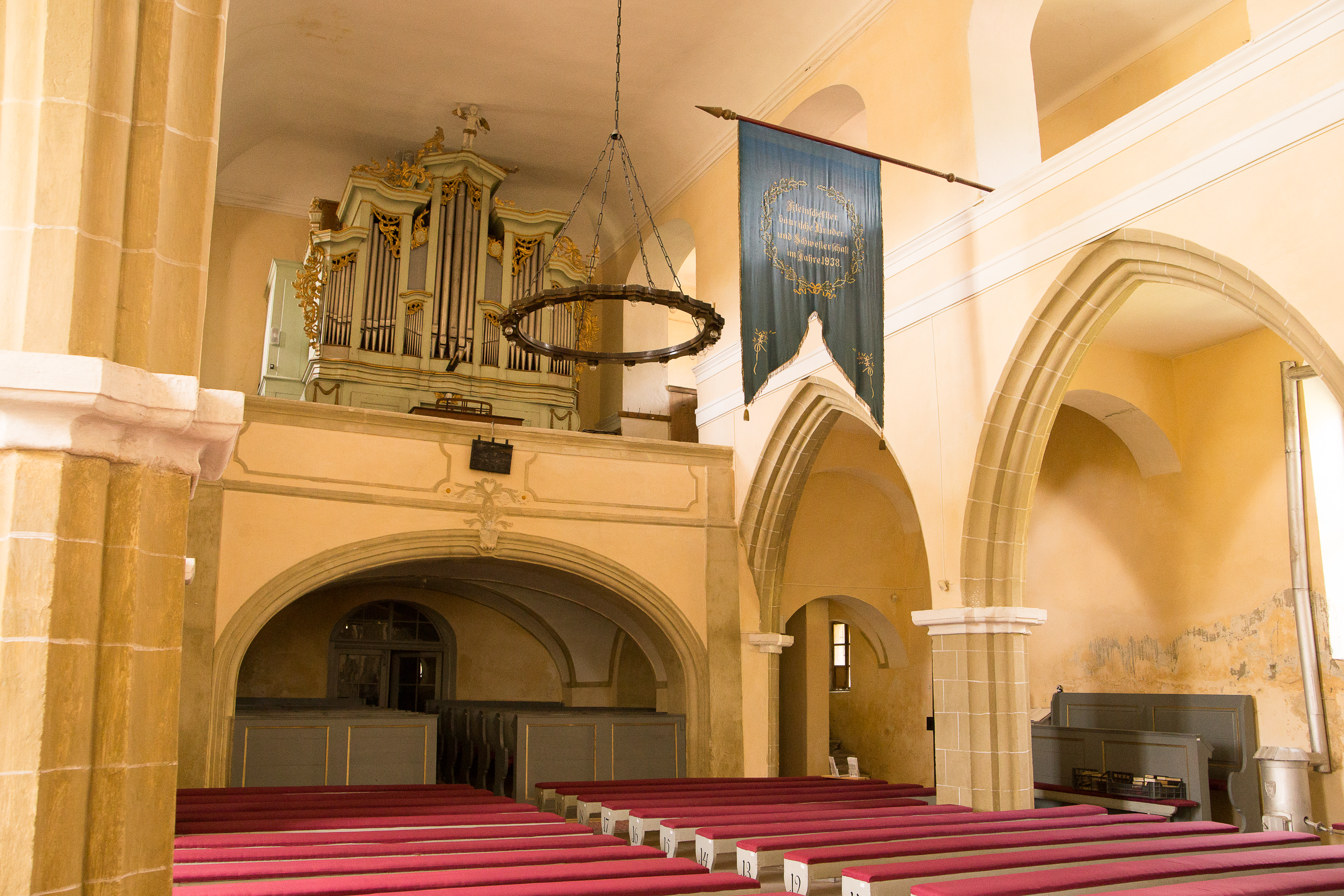
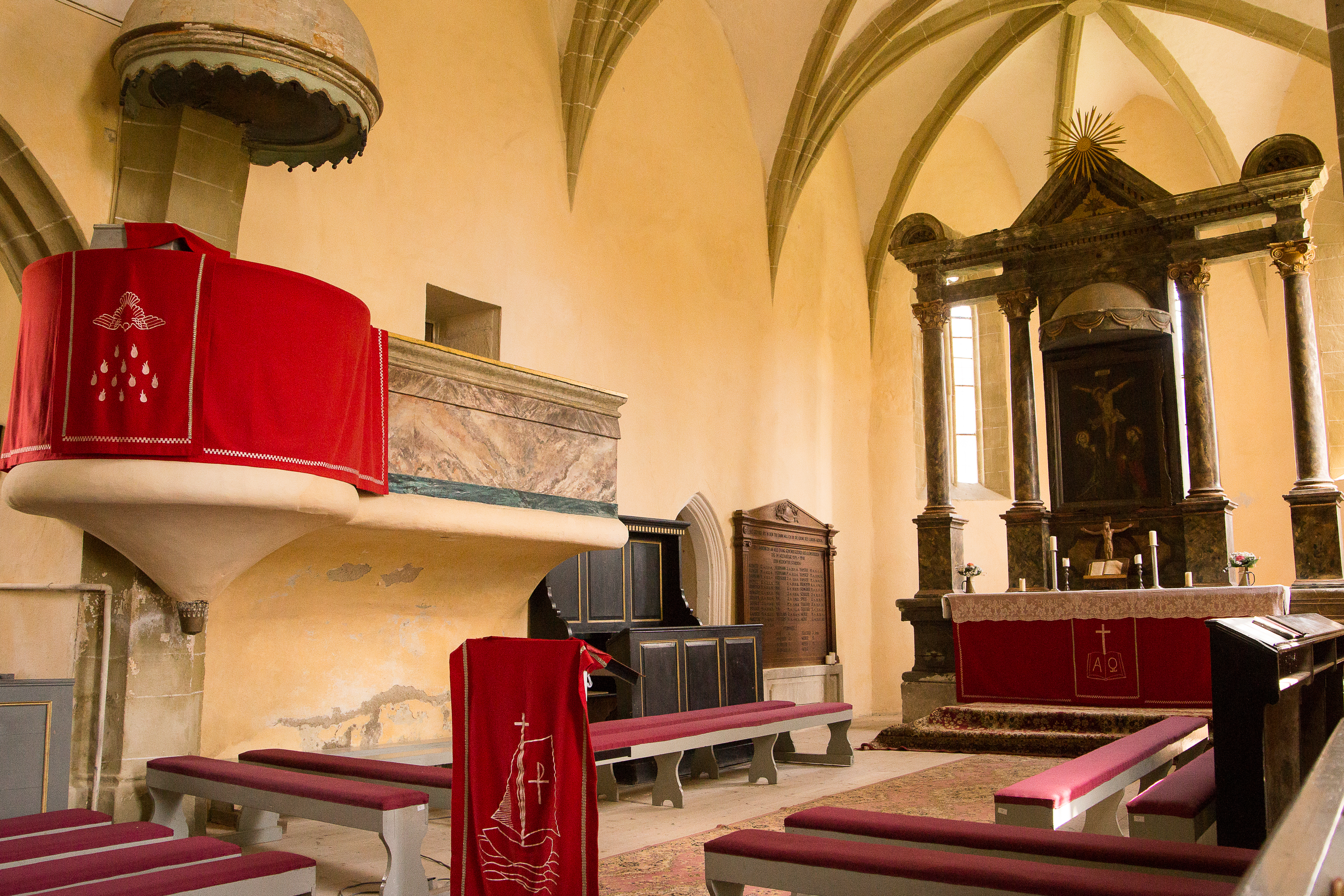